# ARMA II
 (octobre 2016).
Si vous disposez d'ouvrages ou d'articles de référence ou si vous connaissez des sites web de qualité traitant du thème abordé ici, merci de compléter l'article en donnant les références utiles à sa vérifiabilité et en les liant à la section « Notes et références ».
Pour les articles homonymes, voir Arma.
ARMA II (stylisé ArmA II) est la suite de la simulation de fantassin ARMA: Armed Assault. Cette série est développée par Bohemia Interactive Studio, créateurs d'Operation Flashpoint, dont ARMA et ARMA II sont les suites spirituelles. Le jeu a reçu une suite en 2013, ARMA III.

## Histoire
ARMA II se déroule dans un passé proche (2009) à Tchernarus, un ex-pays soviétique où une guerre civile fait rage.
L'escouade du joueur est envoyée dans cette contrée afin de limiter les pertes civiles et d'assurer la stabilité de la région.
Le joueur contrôle une escouade de quatre soldats, le sergent Miles quittant le groupe pour mener des opérations de commandement. L'équipe de reconnaissance Razor fait partie de la fictive 27th MEU (27e unité expéditionnaire de marines) de l'United States Marine Corps.
Voici les cinq membres de l'équipe Razor :
- Premier sergent Patrick "Eightball" Miles : chef de l'unité, excellent leader, expert en langues étrangères
- Sergent-chef Matt "Coops" Cooper : second, expert en reconnaissance et langues slaves, très sociable
- Sergent-chef Randy "Ice Cold" Sykes : sniper, expert en reconnaissance avancée, camouflage et tir de précision, garde ses distances
- Sergent-chef Brian "Scarlet" O'Hara : médecin de terrain, spécialisé en chirurgie militaire et traumatologie, l'homme prudent
- Sergent Chad "Robo" Rodriguez : mitrailleur, excellent tireur et connaissance encyclopédique des armes à feu, casse-cou

## Système de jeu
Comme chez ses prédécesseurs, ARMA II place le joueur dans la peau d'un fantassin parmi les autres, pion sur le damier d'un gigantesque champ de bataille.
La campagne principale de ARMA II change par rapport à ses ancêtres dans le fait que le joueur fait dorénavant partie d'une unité d'élite de quatre hommes, avec chacun sa personnalité.
Les missions solo et l'éditeur, eux, permettent toujours de rester dans l'esprit du simple "rouage" dans la mécanique de guerre.

## Solo
Le joueur incarne les personnages de l'équipe de reconnaissance USMC Razor qui rencontrera divers déboires durant ses missions. L'ambiance de la campagne est plus proche de celle de Operation Flashpoint que de celle de ARMA: Armed Assault, les soldats "joués" ayant un nom et une histoire, abandonnant ainsi le concept du soldat anonyme.
L'idée de gagner de l'expérience a été abandonnée dans cette campagne, l'histoire s'étalant au maximum (en jouant toutes les missions secondaires) sur deux semaines ; selon un développeur, la possibilité d'améliorer ses capacités, comme sa force, serait déplacé.
Cette campagne se présente sous la forme de grandes missions aux objectifs et adversaires dynamiques sur une structure mélangeant celle de OFP et ARMA premier du nom, soit une campagne quasi-rectiligne avec des missions annexes disponibles.
Plusieurs fins sont possibles et les agissements du joueur se répercutent sur le déroulement de la campagne.
Par exemple, si le joueur dans les premières missions abat malencontreusement beaucoup de civils, ceux-ci seront plus récalcitrants à donner des informations au joueur, voire se rebelleront contre la présence américaine et affronteront l'unité du joueur, rendant ainsi la progression plus ardue.
Il sera possible pour le joueur de trouver des preuves des massacres commis par les ennemis (ex : civile abusée, meurtres de villageois…)
La durée du jeu la plus courte est de quelques heures. En effet, à un moment donné, le joueur a le choix entre retourner au pays, et rester. Même en partant, provoquant l'échec du jeu, le scénario sur la suite des événements reste le même.
Le mode solo est constitué d'une campagne d'une petite dizaine de mission (connue sous le nom de « Harvest Red » ou « Récolte Rouge »), ainsi que de plusieurs petites missions solo.
De plus, il est possible d'ajouter toutes les missions et campagnes créées par la communauté de joueurs.

## Multijoueur
Il est possible de jouer les campagnes en multijoueur : la campagne principale « USMC Razor » est jouable à quatre joueurs. La campagne est jouable non seulement en LAN mais aussi via Internet.
Un mod nommé DayZ plonge le joueur dans un monde post-apocalyptique où il doit faire face à des Zombies ayant envahi la map du jeu, ainsi qu'aux autres joueurs. La faim, la soif et de nombreux paramètres sont gérés, et le joueur doit trouver son matériel en explorant les bâtiments.

## Operation Arrowhead
ARMA II: Operation Arrowhead est une extension standalone de ARMA II.
ARMA II: Operation Arrowhead comprend trois nouvelles cartes multijoueurs, de nouveaux véhicules équipements, de nouvelles factions, avec une nouvelle campagne,.
ARMA II: Operation Arrowhead se déroule dans le pays fictif de Takistan pendant l'été 2012, près de trois ans après le conflit de Tchernarus de l'automne 2009 qui est représentée dans ARMA II. En mode solo du jeu de la campagne, les forces américaines sont envoyées dans Takistan afin de renverser le gouvernement dictatorial du pays. Les joueurs ont la possibilité d'effectuer des tâches facultatives tout au long du jeu, ce qui permet de multiples fins.

### Histoire
En 1988, à la suite de la défaite de la monarchie en place, des groupes tribaux de socialistes et de royalistes s'affrontent pour s'imposer au Takistan. Chaque faction est soutenue par des superpuissances mondiales (les Royalistes par les États-Unis et les Socialistes par l'URSS) qui leur fournissent un appui afin de conserver le contrôle stratégique des vastes ressources de la nation, notamment de ses réserves de pétrole et ses immenses gisements de précieux minerais.
Forts du soutien ouvert de l'armée soviétique et d'importants envois d'armes orientales, les Socialistes s'imposent en 1992. Mais des poches de résistance royalistes subsistent. Les réserves de pétrole brut sont rapidement exploitées pour étendre et renforcer la police d'état et les forces armées du Takistan. Des missiles balistiques Scud-B, des porte-missiles et des recherches clandestines portant sur des armes chimiques contribuent à la prolifération de réserves militaires visant à asseoir la puissance militaire du Takistan, et, au-delà, à resserrer l'emprise de la domination soviétique.
Le 17 avril 2012, les factions royalistes, avec l'appui supposé des agents de la CIA, soucieux de déstabiliser le dangereux régime, ébranlent considérablement la production de pétrole brut. Un raid bien coordonné sur les champs pétrolifères porte trois sérieux coups au régime en place :  la perte d'une année de production de pétrole brut, la destruction de 68 % des puits pétrolifères du pays et la pénurie soudaine des ressources nécessaires au maintien du Takistan.
Les organes du pouvoir commencent à vaciller et des voix de mécontentement se mettent à gronder. Dans un ultime effort visant à conserver les rênes du pouvoir, le Bureau Suprême Socialiste menace le Karzeghistan voisin d'utiliser des armes chimiques si le plateau de Sharig, riche en pétrole et partie intégrante du territoire de Takistan, usurpé par le règne britannique sous l'ère monarchique, n'était pas immédiatement restitué au peuple du Takistan.
Le 1er juin 2012, quelques jours après l'ultimatum, les forces de l'Alliance déploient des bases dans les territoires contrôlés par les rebelles et lancent l'opération Arrowhead avec pour objectif de neutraliser la menace de lancement de lancement de missiles balistiques et de déjouer une éventuelle attaque contre le Karzeghistan avant toute tentative d'intervention humaine ou politique.
La force opérationnelle Knight, commandé par le colonel Kane, est chargé de mener une opération au cœur du Takistan central. Cette opération se nomme Arrowhead (en français : pointe de flèche). Au cours de la campagne, le joueur incarnera plusieurs protagonistes :
- Caporal Howard "Hitman" Drake, fusilier et infanterie aéroportée.
- Premier lieutenant Ben "Badger" Herrera, tankiste.
- Capitaine Garry "Renegade 1" Pierce, pilote de combat.
- Sergent de première classe Terry "Gambler" Graves, force spéciale.

### Développement
ARMA II: Operation Arrowhead utilise une version personnalisée du moteur Real Virtuality 3 de Bohemia Interactive. Le jeu permet à l'utilisateur d'inclure le contenu original d'ARMA II dans le jeu. Sinon les deux jeux peuvent être achetés ensemble dans un package appelé ARMA II: Combined Operations. Plusieurs correctifs ont été effectués à ARMA II: Operation Arrowhead, y compris des patchs bêta publique.

### Ajouts
ARMA II: Operation Arrowhead inclus du matériel de l'United States Army, mais avec quelques libertés créatives prises par les développeurs. La carabine M4 de l'armée américaine a été remplacé par le Mk.16 et Mk.17 en jeu. De nouveaux véhicules blindés, qui n'ont pas été inclus dans ARMA II, comme le Stryker ICV et le Bradley IFV, ont été introduits. L'US Marine Corps, qui figurait en bonne place dans ARMA II, n'a pas été inclus dans ARMA II: Operation Arrowhead et a été remplacé par des soldats de l'United States Army portant l'uniforme de combat en camouflage digital. En outre, trois nouvelles factions sont inclus: l'OTAN, les forces de maintien de la paix des Nations Unies du pays fictif de Tchernarus, et l'armée Takistanaise. Les forces de l'OTAN sont l'United States Army, les forces armées tchèques et le Kommando Spezialkräfte allemand.
Le jeu offre aussi la disponibilité de disposer de la technologie d'imagerie thermique FLIR compris sur des véhicules tels que l'AH-64D Apache Longbow. Dans le jeu, les véhicules en mouvement et les humains vivants s'affichera une fois vu par FLIR, comme dans la vraie vie.

### Contenus téléchargeables
- Le 29 août 2010, un pack de contenu téléchargeable, nommé British Armed Forces (BAF), a été publié dans le monde entier afin d'ajouter la faction de l'armée britannique pour le jeu, comprenant de nouvelles unités et des véhicules ainsi qu'un nouvel environnement de 4 km2[9].
- Le second contenu téléchargeable, Private Military Company (PMC), ajoute la possibilité au joueur d'incarner un mercenaire d'une société militaire privée. Il comprend également une nouvelle campagne, de nouveaux véhicules, ainsi qu'une nouvelle carte[10].

Les DLC BAF et PMC ont été regroupés sur un DVD qui est disponible sous le nom de ARMA II: Reinforcements depuis 1er avril 2011.
- Le 1er août 2012, un troisième DLC, intitulé Army of the Czech Republic (ACR) est disponible. En plus d'ajouter de nouvelles unités tchèques au jeu, il offre la possibilité de découvrir deux nouveaux terrains[12].

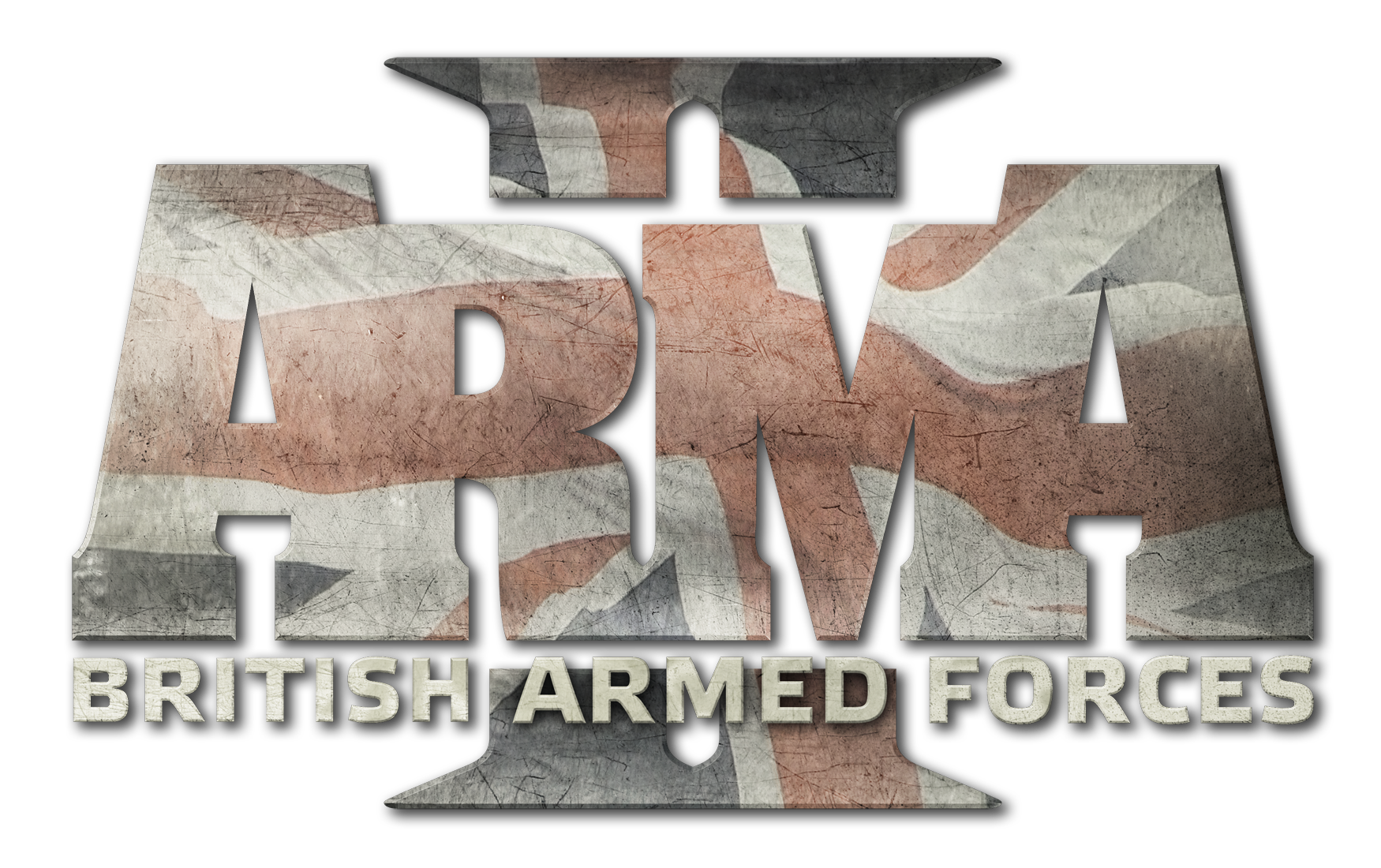
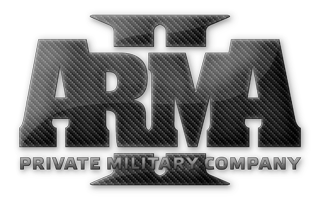
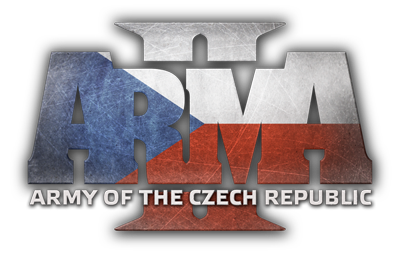

## Influence
Le réseau de diffusion ITV, de la télévision britannique, a utilisé des images du jeu ARMA II dans un documentaire diffusé le 26 septembre 2011 intitulée "Exposition: Kadhafi et l'IRA". La chaîne aurait confondu, par erreur, avec des images prises lors d'une attaque de l'IRA en 1988. Le diffuseur s'est excusé, accusant une erreur humaine.
Un porte-parole d'ITV a commenté l'erreur et dit :

« Les événements présentés dans "Exposition: Kadhafi et l'IRA" étaient authentiques. Mais il semble que, pendant le processus de montage, le bon clip de l'incident de 1988 n'a pas été sélectionné et d'autres images ont été inclus par erreur dans le film par les producteurs. Il s'agit d'un cas malheureux d'erreur humaine dont nous nous excusons. »